# Cozido
O cozido é um prato tradicional da culinária portuguesa, com variantes amplamente consumidas em diversas regiões de Portugal, ⁣no Brasil e em outros países lusófonos. Caracteriza-se por ser um prato composto por hortaliças, carnes e enchidos, que são cozidos juntos, criando uma combinação de sabores robustos e nutritivos. A receita pode variar conforme a região, a disponibilidade de ingredientes e as influências culturais locais.

## Origem e História
O cozido tem raízes na culinária portuguesa, sendo um prato rústico que reflete as tradições alimentares de comunidades rurais. No contexto português, o cozido é tradicionalmente preparado em grandes porções para alimentar grupos de pessoas, sendo comum em festas e ocasiões especiais. 
A versão brasileira do prato surgiu a partir das influências portuguesas, com a incorporação de elementos da culinária africana, indígena e de outros grupos imigrantes, o que resultou em diversas adaptações regionais.

## Ingredientes Comuns
Os ingredientes principais do cozido incluem uma variedade de carnes, como carne de vaca, porco, frango e, ocasionalmente, carneiro, além de enchidos, como chouriço, morcela e linguiça, que adicionam um sabor defumado ao prato. As hortaliças mais comuns são batatas, cenouras, feijão, couve, abóbora, alho-porro e alho, embora a composição possa variar conforme a região e a estação. O cozido deve ser cozinhado lentamente para permitir que todos os sabores se integrem.

## Variantes Regionais

### Portugal
O cozido à portuguesa é a versão mais conhecida, sendo uma das receitas mais tradicionais do país. A composição e os ingredientes podem variar de região para região, com diferentes tipos de carnes e enchidos sendo utilizados. O prato é frequentemente acompanhado de arroz branco ou arroz de feijão. Um exemplo regional é o cozido de feijão, muito apreciado nas zonas rurais, que pode ser preparado com feijão verde ou feijão branco.
Uma das versões mais singulares do cozido é o cozido das Furnas, típico da Ilha de São Miguel, nos Açores. Neste prato, os ingredientes são cozidos utilizando o calor natural das fontes termais da região. O cozido é preparado dentro de buracos cavados no solo e deixado por 4 a 5 horas, aproveitando o calor das atividades vulcânicas locais. Esse método tradicional confere ao prato um sabor único e é uma importante atração turística. 

### Brasil
No Brasil, o cozido nordestino é uma das variações mais tradicionais. Este prato mantém a base do cozido português, mas incorpora ingredientes e técnicas da culinária local, como o uso de mandioca, feijão verde e carne de sol. O cozido nordestino reflete a fusão de influências africanas, indígenas e portuguesas, sendo um prato de grande importância nas festividades e encontros familiares. .

### Outros Países Lusófonos
Em outros países de língua portuguesa, como Angola, Moçambique e Cabo Verde, o cozido também é um prato popular, com adaptações regionais. Por exemplo, em Moçambique, é comum incluir mariscos e peixe no prato, enquanto em Angola, a receita pode ser enriquecida com ingredientes como batata-doce e couve-galega.

### Importância Cultural e Social
O cozido tem um papel significativo na gastronomia portuguesa e nas culturas lusófonas em geral. Em muitos países, o prato é associado à hospitalidade e ao compartilhamento de refeições, sendo frequentemente preparado para alimentar grandes grupos durante festas e celebrações, como o Natal e o Ano Novo. A prática de preparar o cozido em grandes quantidades, para ser servido em encontros familiares ou comunitários, reflete a importância do prato na vida social e cultural dessas comunidades.